# Leonziade (generale)
Leonziade (in greco antico: Λεοντιάδης?, Leontiàdes; fine VI secolo a.C. – dopo il 480 a.C.) è stato un militare greco antico della città di Tebe.

## Biografia
Alle Termopili Leonziade comandò le truppe tebane nell'esercito greco. Secondo Erodoto quelle truppe vennero controvoglia e, quando il re di Sparta Leonida rimandò in patria il grosso degli alleati, furono trattenute più come ostaggi che alleati.
Nella battaglia combattuta dopo che i Persiani erano stati condotti oltre Callidromo, dato che non c'era alcuna speranza di vittoria per i Greci, Leonziade e gli uomini sotto il suo comando si arresero al nemico e ottennero un alloggio. Erodoto dice, però, che alcuni di loro furono comunque uccisi dai barbari e che la maggior parte dei sopravvissuti, compreso Leonziade, furono marchiati come schiavi per ordine di Serse. 
Plutarco è in disaccordo con questa versione dei fatti in Della Malignità di Erodoto, anche se non è certo che quest'opera sia sua: afferma inoltre che a guidare i Tebani fu Anassandro, e non Leonziade.